# Донат Мюнстерайфельский
Донат Мюнстерайфельский (нем. Donatus von Münsteriefel, также Донат Римский) (* около 140 года, Италия; † перед 180 годом, Рим), — раннехристианский святой, мученик, военачальник. Дни памяти — 30 июня, 7 августа.

## Жизнеописание
Когда Фауст, — отец будущего святого, тяжело заболел, его жена Фламиния обратилась за помощью к святому Гервасию Медиоланскому. Гервасий обнадёжил, сообщив, что супруг выздоровеет, а сама Фламиния родит сына. Предсказание сбылось: Фауст действительно выздоровел, а родившегося сына назвали Донатом («подаренным»). После произошедших событий Фламиния стала христианкой и воспитала в этой вере своего сына.
В 17 лет Донат поступил на воинскую службу. Безупречной дисциплиной, отвагой и прекрасными организаторскими способностями он дослужился до должности полководца 12-го римского легиона «Legio XII Fulminata». В 166 году легион был направлен для отражения вторгшихся в пределы империи маркоманов. Войско попало в окружение и лишилось воды. В безнадёжном положении Донат и его воины-христиане стали молиться о ниспослании дождя. Предание повествует, что по их молитвам подошла тяжёлая туча, разразилась гроза с ливнем, уничтожившая лагерь противника и обратившая его в бегство. Таким образом, римляне были спасены. Этот случай стал широко известен и дал основание для официального названия легиона «молниеносный». Событие произвело на полководца Доната такое сильное впечатление, что он возложил на себя обет безбрачия.
Марк Аврелий, которого считают очевидцем происшедшего, приблизил к себе Доната и назначил его начальником телохранителей. Более того, он предложил полководцу заключить брак со своей внучкой Александрой. Так как Донат принял обет безбрачия, он, по своей христианской клятве, отказался от брака с Александрой. По тем временам этот отказ означал неминуемую смерть, поскольку Донат отвергал императора как официального бога империи и, таким образом, высказывал к Марку Аврелию презрение.
Донат был казнён, а его мать Фламиния погребла святое тело мученика в римских катакомбах, названных позже именем святой Агнии.

## Почитание
В 1646 году, по благословению папы римского Иннокентия X захоронение святого Доната было вскрыто и мощи в качестве подарка отправлены одному из католических монастырей немецкого Мюнстерайфеля. Прежде чем попасть в Мюнстерайфель, 29 июня 1652 года они прибыли в Ойскирхен. 30 июня иезуитский священник Герде читал утреннюю мессу перед мощами святого Доната в церкви Св. Мартина. На заключительном благословении разразилась мощная гроза и молния, прошив церковь, ударила в престол. Священник оказался стоящим в пламени. Он призвал на помощь святого Доната и был избавлен от смертельной опасности. В этот же день, в сопровождении священника Герде, святые мощи были доставлены в Мюнстерайфель. Чудо в церкви Ойскирхена привело к великому почитанию святого Доната в регионе Вулканического Айфеля, а 30 июня стало церковным днём памяти св. мученика Доната. С 1969 года 30 июня стал также для Католической церкви днём памяти христианских первомучеников Рима. Святой Донат был признан покровителем и защитником всем, попавшим в грозу, бурю, град или пожар.
130 лет спустя, 12 марта 1782 года молния снова ударила в церковь св. Мартина Ойскирхена. На этот раз загоревшийся шпиль церкви упал на соседние дома, крытые соломой, вызвав обширный городской пожар. После этого несчастья горожане вспомнили о «чуде Доната» 1652 года и попросили католического декана Мюнстерайфеля подарить им частицу мощей святого Доната для защиты города от непогоды.
В 1783 году священник Карман, наконец, получил нужную частицу, которая до сих пор хранится в реликварии церкви св. Мартина. Ойскирхен также выступил с предложением проводить в день св. Доната праздник с небольшой ярмаркой. Курфюрст Кёльна и Генеральный викарий издали 13 января 1784 года разрешение для прихода св. Мартина проводить ежегодный праздник св. Доната во второе воскресенье мая. Теперь он носит название «Майский кирмес Доната».
Святого Доната изображают в форме римского воина с пальмовой ветвью, молниями, початком кукурузы или виноградной лозой. Среди атрибутов можно увидеть также нож или чашеподобный сосуд. Широкое почитание святого характерно для горного Айфеля, архиепархии Кёльна и Нижней Австрии. Старожилы некоторых районов Айфеля помнят, как в градоопасную погоду проводились крестные ходы «Градовое шествие Доната». В честь святого Доната существуют городские братства защитников.
В честь святого Доната освящены церкви в Германии, Австрии, Бельгии, Люксембурге, Хорватии

### Мощи
Мощи святого Доната хранятся в следующих населённых пунктах:
- Бад-Мюнстерайфель, — Иезуитская церковь.
- Ойскирхен, — церковь св. Мартина.
- Вайвертц/Бельгия, — церковь св. Михаила.
- Люксембург, — приходская церковь Ноймюнстер.
- Краслава/Латвия, — приходская церковь св. Людовика